# Syrian Pearl Airlines
Syrian Pearl Airlines – nieistniejąca prywatna syryjska linia lotnicza z siedzibą w Damaszku.

## Historia
Linia powstała w 2008, a pierwszy lot odbył się 3 maja 2009 na trasie z Damaszku do Aleppo. Flota składała się z dwóch samolotów BAe 146-300 dostarczonych przez hiszpańską firmę Orion. Umowa na dostarczenie maszyn została zakwestionowana przez amerykański Departament Handlu, co doprowadziło do ich wycofania i likwidacji linii w 2012.